# LHB 8G
LHB 8G – seria 55 podwójnie przegubowych wagonów tramwajowych, wyprodukowanych w latach 1974–1975 w zakładach Linke-Hofmann-Busch dla amsterdamskiego systemu tramwajowego. Tramwaje otrzymały przezwisko „Zuchters” z powodu dźwięków zbliżonych do westchnień, wydawanych przez hamulce.

## Konstrukcja
8G to trójczłonowy, wysokopodłogowy, jednokierunkowy, silnikowy wagon tramwajowy. Nadwozie zamontowane jest na czterech dwuosiowych wózkach. Z prawej strony nadwozia umieszczono pięcioro drzwi otwieranych do środka: w środkowym członie dwuczęściowe, w pierwszym i trzecim członie po dwoje drzwi jednoczęściowych. Każda z osi skrajnych wózków napędzana jest silnikiem o mocy 53 kW, natomiast osie w dwóch środkowych wózkach są toczne. Na przedzie tramwaju zamontowano pojedynczy reflektor oraz kierunkowskazy. Nad przednią szybą umiejscowiono kasetę na numer linii, kolor linii oraz tablicę kierunkową. Oporniki układu rozruchowego i hamulcowego znajdowały się pod podłogą przedziału pasażerskiego; ciepło powstające podczas procesu hamowania przepływało w porze zimowej do grzejników, a w porze zimowej poprzez wywietrzniki na zewnątrz tramwaju. Układ hamowania składał się z hamulców elektromagnetycznych, elektropneumatycznych, pneumatycznych oraz piasecznic wspomagających hamowanie w trudnych warunkach. Prąd pobierany jest z przewodów trakcyjnych za pomocą odbieraka prądu typu wiedeńskiego. Wyposażenie elektryczne wyprodukowano w zakładach Siemens.

## Dostawy
| Państwo        | Miasto         | Typ            | Lata dostaw    | Liczba | Numery taborowe |       |
| -------------- | -------------- | -------------- | -------------- | ------ | --------------- | ----- |
| Holandia       | Amsterdam      | 8G             | 1974–1975      | 55     | 725–779         | [ 2 ] |
| Łączna liczba: | Łączna liczba: | Łączna liczba: | Łączna liczba: | 55     |                 |       |

## De Red Crosser
W 2003 r. jeden z tramwajów typu 8G został przebudowany na potrzeby działalności Holenderskiego Czerwonego Krzyża. Wagon przystosowano do poruszania się wózków inwalidzkich, wyposażono w windę w trzecim członie, toaletę z ułatwieniami dla niepełnosprawnych i klimatyzację. Red Crosser, jak nazwano przebudowany tramwaj, może zostać wypożyczony przez wycieczki składające się z osób niepełnosprawnych i opiekujących się nimi wolontariuszy Czerwonego Krzyża.